# Cikalove, Vesele
Cikalove (în ucraineană Чкалове) este o comună în raionul Vesele, regiunea Zaporijjea, Ucraina, formată numai din satul de reședință.

## Demografie
Componența lingvistică a comunei Cikalove
     Ucraineană (92,82%)
     Rusă (6,55%)
     Alte limbi (0,09%)
Conform recensământului din 2001, majoritatea populației comunei Cikalove era vorbitoare de ucraineană (92,82%), existând în minoritate și vorbitori de rusă (6,55%).